# Монастырь Святого Бенедикта (Рио-де-Жанейро)

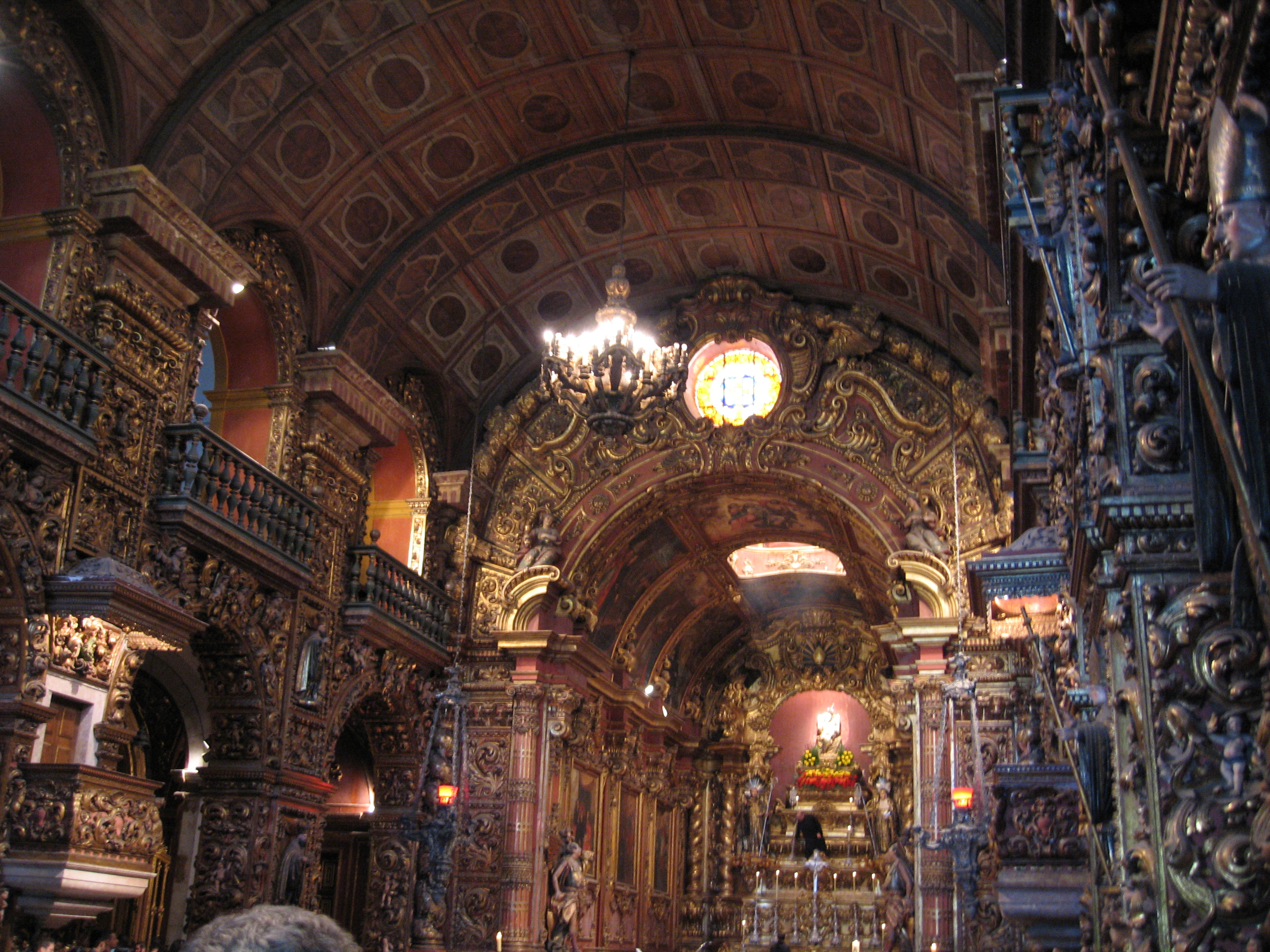
интерьер монастыря

Аббатство Богоматери Монтсеррат (порт.  Abadia de Nossa Senhora do Monserrate)), более известное как монастырь Сау-Бенту (монастырь святого Бенедикта) — бенедиктинское аббатство, которое расположено на Морро-де-Сау-Бенту (холме Святого Бенедикта)  в центре Рио-де-Жанейро, Бразилия. Церковь является образцом бразильской колониальной архитектуры в стиле позднего Возрождения и привлекает туристов со всего мира.
Монастырь был основан монахами-бенедиктинцами в 1590 году. Это действующий монастырь вместе с колледжем Сау-Бенту, основанным в 1858 году. Колледж является одним из самых важных традиционных учебных заведений в Бразилии. Аббатство включает в себя семинарию Сан-Бенту с курсами теологии и философии, которые утверждены Министерством образования Бразилии. В монастыре ведутся богословские исследования.
Национальный памятник (ID 9). 

## История

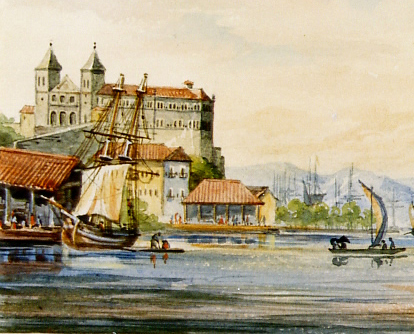
Картина фр.художника Жюля Синети, изображающая порт Рио и монастырь святого Бенедикта на холме. 1841

История аббатства началась в 1590 году, когда Мануэл де Брито и его сын Диогу де Брито де Ласерда пожертвовали землю для его строительства в центре Рио-де-Жанейро, передав ее в дар Педро Ферразу и Жоау Поркало, монахам-бенедиктинцам из Баии.    В то время монахи проживали на бедном постоялом дворе рядом с часовней Носа-Сеньора-да Консейсау (Богоматери непорочного зачатия) у холма Морро-де-Сау-Бенту.  Поэтому покровительницей монастыря стала дева Мария, а позже, в 1596, святой Бенедикт был добавлен в качестве дополнительного покровителя и тезки по распоряжению Генерального совета португальской конгрегации. В 1602 году монастырь, называвшийся Мостейро-де-Сау-Бенту-де-Носа Сеньора да Консейсау, изменил своё название на Мостейро-де-Сеньора-де-Монтсеррат в честь святой, которой поклонялся Дом Франсиско де Соуза, губернатор Рио-де-Жанейро. 
Сумма, необходимая для постройки монастыря, была собрана из доходов многочисленных плантаций сахарного тростника, которыми владели монахи. Благотворительные пожертвования участков земли охватили весь Рио-де-Жанейро, в частности, регионы Нова-Игуасу и Кампус-дус-Гойтаказис. Рабы, привезенные из Африки, использовались на строительстве монастыря. Камни для строительства были добыты из Морро да Виува (Холм Вдовы), в районе Фламенго. 
Португальский военный инженер Франсиско Фриас де Мескита разработал план строительства и продвигал его в 1617 году. Был выбран стиль маньеризма, столь популярный в Португалии в то время. Работа по строительству началась в 1633 году под руководством аббата Франсиско да Магдалена, планировавшего закончить здание в 1671 году. По проекту архитектора Фрайара Бернардо де Сан-Бенту Коррейя де Соуза в ходе строительства первоначальный план был изменен, чтобы включить три нефа. Приделы церкви были завершены только в 1755 году с установкой монастыря по проекту военного инженера Хосе Фернандеса Пинто Alpoim.

## Архитектура
Фасад - часть первоначального проекта в стиле маньеризма,  включающего в себя централизованное здание с тремя арками при входе, а также треугольный фронтон. Две башни, увенчанные пирамидальными шпилями, расположены по бокам от входа. У здания кафельное крыльцо и железные ворота, сохранившиеся с девятнадцатого века.